# Лил Ким
Кимбърли Денис Джоунс (на английски: Kimberly Denise Jones), по-позната като Лил Ким (Lil' Kim), е американски рапър, модел и актриса, родена на 11 юли 1976 година в Бруклин, Ню Йорк. Световноизвестна със скандалната си музика и имидж, тя е една от най-успешните жени в рапа. Само в Съединените щати продава над 5 милиона албума.
Кариерата ѝ започва през 1995 г. като част от рап групата Junior M.A.F.I.A., на която
ментор е рапърът The Notorious B.I.G. Първият им албум, наречен Conspiracy, излиза още през 1995 г. Две от песните постигат голям успех – „Player's Anthem“ (US #13) и „Get Money“ (US #17), като съответно в САЩ стават златна (500 000+ копия) и платинена (1 000 000+ копия). Албумът достига номер 8 в топ 200 и става златен – над 500 000 копия.
Големият интерес към Лил Ким провокира нейната солова кариера. През 1996 г. тя издава първия си албум, Hard Core. Той е критичен и комерсиален успех. Албумът дебютира на номер 11 в топ 200, най-високият дебют за жена рапър по това време, продавайки 78 000 копия през първата седмица. Hard Core е двойно платинен в САЩ (2 000 000+ копия) от 14 март 2001 г., след като става златен на 6 януари 1997 г. и платинен на 3 юни 1997. Първия сингъл „No Time“, дует с Sean „Puff Daddy“ Combs (който по-късно променя името си на „P. Diddy“ и след това „Diddy“), стига до номер 18 в топ 100 и става златен. Следващия сингъл „Crush on You“, достига номер 6 в топ 100. Ремикс на песен от албума „Not Tonight“ обединява Lil 'Kim с Missy Elliott, Angie Martinez, Da Brat и Left Eye от TLC. Песента е част от саундтрака към филма Nothing To Lose, номинирана за награда Грами, достига 6 място в топ 100 и е платинена. Трите песни достигат номер 1 на рап класацията в САЩ (рекорд за жена рапър) и топ 20 на Билборд топ 100.
Вторият и албум, The Notorious K.I.M., излиза 4 години по-късно. През тези 4 години Лил Ким е активна, като прави запомнящи се участия в песни като It's All about the Benjamins (Puff Daddy featuring Lil' Kim, The LOX & The Notorious B.I.G.)през 1997 г., Money, Power & Respect (The LOX featuring Lil' Kim & DMX) през 1998 г., „Quiet Storm (Remix)“ (Mobb Deep featuring Lil' Kim) през 1999 г. и други. The Notorious K.I.M. доказва, че тя сама пише текстовете на песните си и кариерата и оцелява, дори след смъртта на The Notorious B.I.G. през 1997 г. Албумът достига номер 4 в топ 200 в САЩ и става платинен (1 000 000+ копия) и общо продава над 3 000 000 копия по света, въпреки че песните от албума не постигат голям успех.
2001 година излиза песента „Lady Marmalade“(with Christina Aguilera, Pink and Mýa), която е световен хит. Лил Ким става първата жена рапър с песен номер 1 в САЩ и печели награда грами. Същата година излиза In the Air Tonite (with Phil Collins), а през 2002 г. „Kimnotyze“ (DJ Tomekk featuring Lil' Kim). Песните са хит в Европа.
2003 г. излиза третият албум на рапъра, La Bella Mafia. Дебютира на 5 място в САЩ и става платинен. Лил Ким и Миси Елиът са единствените жени-рапъри с 3 или повече платинени албума. La Bella Mafia продава над 2 000 000 копия по света и генерира два големи хита: „The Jump Off“
(с участието на Mr. Cheeks)топ 20 в САЩ и „Magic Stick“ (с участието на 50 Cent). Вторият сингъл така и не получава видеоклип и въпреки това достига номер 2 в топ 100 и продава над 20 000 0000 копия в САЩ. Същата година Ким е включена в песента „Can't Hold Us Down“ (Christina Aguilera featuring Lil' Kim), която е международен хит.
2005 г. излиза последният албум на Ким – The Naked Truth. Той излиза точно когато Лил Ким влиза в затвора за 1 година. Макар и успех сред критиците албумът продава едва 400 000 копия в САЩ, което отчасти се дължи на липсата на промотиране. Песента „Lighters Up“ е хит.
2006 г. докато Ким е в затвора тръгва нейното риалити предаване Lil' Kim: Countdown to Lockdown. Това е най-гледаното риалити в историята на телевизия BET. След като излиза от затвора в края на годината Ким започва снимането на втори сезон, но тя се отказва по незнайни причини.
Лил Ким прекратява договора си с Atlantic Records през 2008 г., като обяснява, че е недоволна от продажбите на последния си албум и предпочита да е независим артист. Това довежда до съдебни спорове, които не приключват до 2011 г. и тя няма право да издава нови албуми през това време. Издава два микстейпа Ms. G.O.A.T (2008) и Black Friday (2011). Междувременно през 2009 г. тя участва в Dancing with the Stars, с което се завръща в центъра на медийното внимание. Финишира пета в състезанието, въпреки високите резултати.
От 2010 г. е в спор с рапъра Ники Минаж, с която разменят обидни коментари в интервюта и множество песни. Ким твърди, че Минаж я копира и в същото време напада в много песни. „Playtime is Over“ (featuring Lil' Kim & Nicki Minaj) в Youtube обяснява подробно от къде тръгва този спор.
През последните години Ким става център на внимание и заради многото пластични операции, които променят рапъра до неузнаваемост.
През 2012 г. тя започва турне в САЩ, Return of the Queen Tour, което маркира завръщането и на музикалната сцена Тя работи върху петия си албум с продуценти като Бангладеш и други. Очаква се в средата на 2013 г. да излезе първият официален сингъл от албума, а самият албум в края на 2013 г. или през 2014 г.

## Дискография
Албуми
- Hard Core (1996)
- The Notorious K.I.M. (2000)
- La Bella Mafia (2003)
- The Naked Truth (2005)

Микстейп и други проекти
- Conspiracy (1995)
- The Dance Remixes (2006)
- Ms. G.O.A.T (2008)
- Black Friday (2011)